# 卡洛斯·韦斯滕多普
卡洛斯·韦斯滕多普-卡韦萨（西班牙語：Carlos Westendorp y Cabeza；1937年1月7日—）是西班牙工人社会党政治家，外交官。1995年至1996年担任外交大臣。

## 生平
1937年1月7日出生于马德里的一个银行家和画家家庭。毕业于法律专业，1964年进入外交部工作，开始外交生涯。1966年至1969年在西班牙驻巴西圣保罗领事馆工作，1969年至1970年间担任外交学院经济研究中心主任。1974年至1979年担任西班牙驻海牙大使馆贸易参赞。1979年至1985年担任西班牙加入欧共体谈判专员。1986年至1991年担任西班牙驻欧共体大使。1991年至1995年担任西班牙外交部欧洲联盟事务国务秘书。
1995年12月18日被任命为新任外交大臣，以接替已被任命为北约秘书长的哈维尔·索拉纳。
1997年至1999年担任国际社会驻波黑高级代表。任期内制定并通过了波黑国旗，并在1998年日本冬奥会上首次亮相。
1999年6月的欧洲议会选举中当选为议员。2003年6月开始在马德里自治区议会担任议员。2004年8月上任西班牙驻美国大使，直到2008年8月由豪尔赫·德斯卡利亚尔接替。

## 荣誉
- 法国荣誉军团军官勋章[7]
- 大十字级卡洛斯三世勋章（1996年）[8]
- 美国萨福克大学荣誉博士（2006年）[9]